# Josep Vidal i Riembau
Josep Vidal i Riembau, "Pep Jai" (el Vendrell, 25 d'octubre de 1917 - 4 de juliol 1989), fou pagès, sindicalista i polític.

## Biografia
Fins als 13 anys assistí a l'escola dels Germans Carmelites. Després va ajudar el seu pare a les tasques del camp i a les nits anava a classes d'esperanto que es feien a la Cooperativa Obrera del Vendrell on conegué Andreu Nin en una visita que aquest va fer al grup d'esperantistes vendrellencs.
La seva primera militància política als anys trenta fou amb les Joventuts Comunistes del Bloc Obrer i Camperol (BOC) que fundà Joaquim Maurín. Com gairebé tots els militants del BOC de les terres del Penedès, s'incorporà al Partit Obrer d'Unificació Marxista (POUM) en el moment de la seva fundació l'any 1935 que, juntament amb Maurin va ésser dirigit per Andreu Nin a qui ell va admirar sempre. Des del primer moment formà part del Comitè Local de la Joventut Comunista Ibèrica, organització jovenil del POUM, fins al moment que esclatà la Guerra civil espanyola.
Secretari d'organització de milícies en el Comitè Local de Milícies Antifeixistes fins a les darreries de 1936 quan s'incorpora com a sergent a la 29a Divisió formada completament per militants del POUM.
Amb l'evacuació de Catalunya, acaba al camp de concentració de Sant Cebrià (França), des d'on torna a Espanya, és detingut i enviat al camp de Concentració de San Marcos a la provincia de Lleó, d'on passarà a fer treballs forçats a Cuelgamuros on s'està construint el Valle de los Caídos i finalment és enviat a un batalló disciplinari a l'Àfrica.
Abans d'acabar-se la II Guerra Mundial torna a casa i en la més absoluta clandestinitat es continua movent en la lluita contra el franquisme, participa en la creació del primer front unitari que es creà contra la dictadura, l'Aliança Democràtica, organisme impulsat sobretot per gent que anava sortint de la presó "Modelo" de Barcelona, on els antics membres del POUM eren majoritaris, com a grup organitzat a la província de Tarragona i que s'incorporarà al Moviment Socialista de Catalunya (MSC). Una delació produeix la detenció de tots els seus companys de lluita que intentaven reorganitzar aquest moviment i es queda sol i desvinculat de cap contacte al Vendrell.
Als anys cinquanta deixa les terres en mans de la família i entra a treballar com a encarregat de la Cooperativa Agrícola del Vendrell. Al final dels anys cinquanta entra en contacte amb Joan Reventós i juntament amb ell emprenen la reorganització del Moviment Socialista de Catalunya (MSC). Als anys seixanta pateix un greu accident en caure d'una de les tines de la cooperativa, accident que li deixarà per sempre més una sordera que el caracteritzà la resta de la seva vida. Participa de manera activa en la societat vendrellenca "La Lira".
És un dels oradors en el "Míting de la Llibertat" (juny de 1976), inici del procés constituent del Partit Socialista de Catalunya-Congrés.
Va ser un dels fundadors d'Unió de Pagesos, i el 1977 va ser elegit diputat al Congrés dels Diputats per la candidatura "Socialistes de Catalunya" que donà lloc l'any 1978 a l'actual PSC i, més tard, senador. El 1986, El Vendrell li va retre un homenatge emotiu i multitudinari, en el qual se li concedí l'Escut d'Or de la Vila.